# Bearsita
La bearsita és un mineral de la classe dels arsenats. Rep el seu nom de la seva composició química: beril·li (Be) i arsènic (ars).

## Característiques
La bearsita és un arsenat de fórmula química Be₂(AsO₄)(OH)(H₂O)₂·2H₂O. Cristal·litza en el sistema monoclínic. Es troba en forma d'agregats fibrosos enredats de cristalls prismàtics, de fins a 1 mil·límetre, allargadats en [001] amb estries longitudinals, mostrant les formes {100}, {130} i {131}; també en forma de fines incrustacions. És l'anàleg amb arsènic de la moraesita.
Segons la classificació de Nickel-Strunz, la bearsita pertany a «08.DA: Fosfats, etc, amb cations petits (i ocasionalment, grans)» juntament amb els següents minerals: moraesita, roscherita, zanazziïta, greifensteinita, atencioïta, ruifrancoïta, guimarãesita, footemineïta, uralolita, weinebeneïta, tiptopita, veszelyita, kipushita, philipsburgita, spencerita, glucina i ianbruceïta.

## Formació i jaciments
Va ser descoberta l'any 1962 al dipòsit d'urani de Bota-Burum, al llac Alakol, a la província d'Almati, al Kazakhstan, l'únic indret on ha estat descrita. Sol trobar-se associada a altres minerals com: farmacosiderita, arseniosiderita, escorodita-mansfieldita, conicalcita, tirolita, uranospinita, metazeunerita, arsenopirita, molibdenita, galena, pirita, esfalerita, realgar, orpiment, uraninita i beril.